# Krajská soutěž – Bratislava 1951
Krajská soutěž – Bratislava 1951 byla po zrušení Celostátního československého mistrovství II jednou z 21 skupin 2. nejvyšší fotbalové soutěže v Československu. V soutěži se utkalo 10 týmů každý s každým dvoukolovým systémem jaro-podzim. 

## Konečná tabulka
| Poř. | Tým                       | Z  | V  | R | P  | VG  | OG | B  |
| ---- | ------------------------- | -- | -- | - | -- | --- | -- | -- |
| 1.   | Kovosmalt Trnava          | 18 | 13 | 1 | 4  | 713 | 24 | 27 |
| 2.   | Merina Trenčín            | 18 | 9  | 5 | 4  | 43  | 29 | 23 |
| 3.   | ZSJ Odeva Trenčín         | 18 | 10 | 2 | 6  | 52  | 26 | 22 |
| 4.   | SZ Senec                  | 18 | 10 | 2 | 6  | 47  | 44 | 22 |
| 5.   | Nafta Malacky             | 18 | 10 | 1 | 7  | 33  | 26 | 21 |
| 6.   | Kúpele Piešťany           | 18 | 8  | 3 | 7  | 39  | 38 | 19 |
| 7.   | Kablo Bratislava          | 18 | 7  | 2 | 9  | 25  | 39 | 16 |
| 8.   | Sokol SNB Bratislava      | 18 | 4  | 3 | 11 | 29  | 52 | 11 |
| 9.   | Armatúrka Myjava          | 18 | 5  | 1 | 12 | 27  | 58 | 11 |
| 10.  | Sokol Dimitrov Bratislava | 18 | 4  | 0 | 14 | 21  | 51 | 8  |

Poznámky:
- Z = Odehrané zápasy; V = Vítězství; R = Remízy; P = Prohry; VG = Vstřelené góly; OG = Obdržené góly; B = Body;